# Hylaeus munageus
Hylaeus munageus là một loài Hymenoptera trong họ Colletidae. Loài này được Ikudome mô tả khoa học năm 2004.